# Patriots.eu
Patriots.eu (Frans: Patriotes.eu) is een Europese politieke partij.
Na de verkiezingen voor het Europees Parlement in 2014 probeerden partijen die geassocieerd waren met de Europese Alliantie voor Vrijheid (een Europese politieke partij die in 2010 was opgericht) tevergeefs een fractie te vormen in het Europees Parlement.
Later in 2014 besloten deze partijen een nieuwe structuur op te zetten, die Beweging voor een Europa van Naties en Vrijheid werd genoemd. Deze pan-Europese partij werd in 2015 erkend door het Europees Parlement; op 18 september 2017 werd deze partij geregistreerd als Europese politieke partij door de inmiddels opgerichte Autoriteit voor Europese politieke partijen en Europese politieke stichtingen (APPF). De naam van de partij werd op 30 augustus 2019 gewijzigd in Identiteit en Democratie Partij.
Op 15 juni 2015 werd in het Europees Parlement de fractie van Europa van Naties en Vrijheid ingesteld. Na de Europese Parlementsverkiezingen van 2019 werd een nieuwe fractie opgericht met de naam Identiteit en Democratie.
Na de verkiezingen voor het Europees Parlement in 2024 hebben verschillende rechts georiënteerde partijen de Patriotten voor Europa opgericht. de meeste partijen die onderdeel waren van de Identiteit en Democratie fractie en de ID Partij hebben zich hier bij aangesloten waardoor Identiteit en Democratie werd opgeheven en de ID Partij werd voortgezet in Patriots.eu.
Lid van de Patriots.eu zijn politieke partijen uit België (Vlaams Belang), Frankrijk (Rassemblement National), Griekenland (Foní Logikís), Hongarije (Fidesz), Italië (Lega Nord), Nederland (PVV), Oostenrijk (FPÖ), Portugal (Chega), Spanje (Vox) en Tsjechië (ANO). 
De Conservatieve Volkspartij van Estland is ook lid van de Patriots.eu maar heeft geen zetels in het Europees Parlement.
Santiago Abascal Conde is sinds 16 november 2024 voorzitter van de partij.

## Financiering
Als geregistreerde Europese politieke partij heeft de partij recht op Europese publieke financiering, die zij sinds haar eerste aanvraag in 2015 ononderbroken heeft ontvangen.
Hieronder staat de ontwikkeling van de Europese publieke financiering die de partij heeft ontvangen.
Bedrag (€)Europese overheidsfinanciering van Europese politieke partijen01.000.0002.000.0003.000.0004.000.0005.000.0002004200720102013201620192022Maximumbedragen aan overheidsfinancieringDaadwerkelijk ontvangen bedragen aan overheidsfinanciering
In overeenstemming met de Verordening inzake Europese politieke partijen en Europese politieke stichtingen, werft de partij ook private fondsen om haar activiteiten mede te financieren. Vanaf 2025 moeten Europese partijen ten minste 10% van hun vergoedbare uitgaven uit particuliere bronnen halen, terwijl de rest kan worden gedekt met Europese overheidsfinanciering.
Hieronder staat de ontwikkeling van de bijdragen en donaties die de partij heeft ontvangen.
Bedrag (€)Bijdragen van Europese politieke partijen100.000150.000200.000250.000300.000350.000400.000450.00020152017201920212023Patriots
Bedrag (€)Donaties van Europese politieke partijen01000200030004000500020152017201920212023Patriots

## Leden

### Individuele leden
De partij heeft ook een aantal individuele leden, hoewel zij, net als de meeste andere Europese partijen, niet heeft geprobeerd een massaal individueel lidmaatschap te ontwikkelen.
Hieronder staat de ontwikkeling van het individuele lidmaatschap van de partij sinds 2019.
Individuele ledenIndividuele leden van Europese politieke partijen0246810201920202021202220232024Patriots

## Vertegenwoordiging in Europese instellingen
| Organisatie     | Instelling                                           | Zetelaantal   |
| --------------- | ---------------------------------------------------- | ------------- |
| Europese Unie   | Europees parlement                                   | 72 / 720(10%) |
| Europese Unie   | Europese Commissie                                   | 0 / 27(0%)    |
| Europese Unie   | Europese Raad (Regeringsleiders)                     | 1 / 27(4%)    |
| Europese Unie   | Raad van de Europese Unie (Deelname aan de regering) |               |
| Europese Unie   | Europees Comité van de Regio's                       | 0 / 329(0%)   |
| Raad van Europa | Parlementaire Vergadering (binnen ECPA)              | 101 / 612     |